# مواد هسته‌ای گرید تسلیحاتی
مواد هسته‌ای گرید تسلیحاتی (به انگلیسی: Weapons-grade nuclear material)، هر نوع شکافت‌پذیر است که به خلوص کافی برای ساخت سلاح هسته‌ای داشته یا دارای خواصی باشد که آن را به ویژه برای استفاده در سلاح هسته‌ای مناسب می‌کند. پلوتونیم و اورانیوم در گریدهایی که به‌طور معمول در سلاح‌های هسته ای استفاده می‌شود متداول‌ترین نمونه‌های این مواد هستند. (این مواد هسته ای بر اساس خلوصشان دسته‌بندی‌های دیگری دارند)
فقط ایزوتوپ‌های شکافت‌پذیر عناصر خاص امکان استفاده در سلاح‌های هسته ای را دارند. برای چنین کاربردی، غلظت ایزوتوپ‌های شکافت‌پذیر اورانیوم-۲۳۵ و پلوتونیوم-۲۳۹ در عنصر مورد استفاده باید به اندازه کافی زیاد باشد. اورانیوم از منابع طبیعی با استفاده از جداسازی ایزوتوپ غنی می‌شود و پلوتونیوم نیز در یک رآکتور هسته‌ای مناسب تولید می‌شود.
آزمایش‌هایی با اورانیوم-۲۳۳ انجام شده‌است. نپتونیوم-۲۳۷ و برخی از ایزوتوپ‌های امریسیم نیز ممکن است قابل استفاده باشند، اما مشخص نیست که تاکنون عملی شده‌است یا نه.